# Samundri
Samundri es una localidad de Pakistán, en la provincia de Punyab.

## Demografía
Según estimación 2010 contaba con 76.096 habitantes.